# Totalrust Music
Totalrust Music war ein 2004 initiiertes israelisches Independent-Label, das sich auf Substilrichtungen des Doom Metal spezialisiert hatte. Es veröffentlichte bis zum Jahr 2015 überwiegend Künstler aus den Genren Funeral Doom, Sludge und Death Doom.
Die Veröffentlichungen waren als CD erhältlich. Zu den populärsten über Totalrust Music verlegten Bands zählen Interpreten wie Mourning Dawn, Funeralium, Cult of Occult, Shever, Wraith of the Ropes und Remembrance. Mit dem Debüt von Remembrance Frail Visions begann das Label seine aktive Laufbahn. Als Trust034 wurde mit Catechism von Mortuus Umbra 2015 die letzte offizielle Veröffentlichung des Labels herausgeben.

## Diskografie
| Band                                      | Titel                                     | Format      | Jahr | Katalognummer |
| ----------------------------------------- | ----------------------------------------- | ----------- | ---- | ------------- |
| Remembrance                               | Frail Visions                             | Album       | 2005 | Trust002      |
| Wraith of the Ropes                       | Ada                                       | Album       | 2005 | Trust003      |
| Mourning Dawn                             | Mourning Dawn                             | Album       | 2007 | Trust004      |
| The Knell                                 | Harm                                      | Album       | 2007 | Trust005      |
| Funeralium                                | Funeralium                                | Album       | 2007 | Trust006      |
| Negative Reaction/Beneath the Frozen Soil | Beneath the Frozen Soil/Negative Reaction | Split       | 2007 | Trust007      |
| Volition                                  | Volition                                  | Album       | 2008 | Trust008      |
| Paganus                                   | Paganus                                   | Album       | 2008 | Trust009      |
| Highgate                                  | Highgate                                  | Album       | 2008 | Trust010      |
| Mourning Dawn                             | For the Fallen…                           | Album       | 2009 | Trust011      |
| Pyramido                                  | Sand                                      | Album       | 2009 | Trust012      |
| Hyadningar                                | The Weak Creation                         | Album       | 2009 | Trust014      |
| Highgate                                  | Shrines to the Warhead                    | Album       | 2010 | Turst015      |
| Lords of Bukkake                          | Desorden y rencor                         | Album       | 2010 | Trust016      |
| Abysmal Darkening                         | No Light Behind                           | Album       | 2011 | Trust017      |
| Highgate                                  | Black Frost Fallout                       | Kompilation | 2011 | Trust018      |
| Pyramido                                  | Salt                                      | Album       | 2011 | Trust019      |
| Lurk                                      | Lurk                                      | Album       | 2012 | Trust020      |
| Chaos Dei                                 | Arising from Chaos                        | Album       | 2012 | Trust021      |
| Tort                                      | Tort                                      | Album       | 2012 | Trust022      |
| Geist                                     | Der Ungeist                               | Album       | 2012 | Trust023      |
| Shever                                    | Rituals                                   | Album       | 2012 | Trust024      |
| Void Paradigm                             | Void Paradigm                             | Album       | 2012 | Trust026      |
| Highgate                                  | Survival                                  | Album       | 2013 | Trust027      |
| Lords of Bukkake                          | Desagravio                                | Album       | 2013 | Trust028      |
| Mourning Dawn                             | Les Sacrifiés                             | Album       | 2014 | Trust029      |
| Cult of Occult                            | Hic Est Domus Diaboli                     | Album       | 2013 | Trust030      |
| Ooze                                      | Ooze                                      | Album       | 2014 | Trust031      |
| Abysmal Darkening                         | Sub Terra                                 | Album       | 2015 | Trust032      |
| Volition                                  | Wreck Among Ruin                          | Album       | 2015 | Trust033      |
| Mortuus Umbra                             | Catechism                                 | EP          | 2015 | Trust034      |
| The Knell                                 | Cerement                                  | Single      | 2010 |               |
| Geist                                     | Der Ungeist                               | Single      | 2012 |               |
| Volition                                  | Volition Demo                             | Demo        | 2007 | Demorust001   |
| Divanity                                  | Leaden                                    | Demo        | 2007 | Demorust002   |
| The Knell/Divanity/Lifemare               | Seven Bodies in One Grave                 | Demo        | 2011 | Demorust003   |
| The Knell                                 | Winter Shade XIII                         | Demo        | 2013 | Demorust004   |